# Ewa Prawicka-Linke
Ewa Prawicka-Linke – polska zawodniczka uprawiająca sport balonowy. Mistrzyni Europy Kobiet 2015 z Orveltermarke.

## Ważniejsze osiągnięcia sportowe
- 2017: Balonowe Mistrzostwa Europy Kobiet, Leszno – 11. miejsce[1]
- 2016: Balonowe Mistrzostwa Świata Kobiet, Birsztany, Litwie – 12. miejsce[2]
- 2015: Balonowe Mistrzostwa Europy Kobiet, Orveltermarke, Holandia – Mistrzynią Europy Kobiet[3]
- 2014: Balonowe Mistrzostwa Świata Kobiet, Leszno – 17. miejsce
- 2012: Balonowe Mistrzostwa Europy Kobiet, Frankenthal (Pfalz), Niemcy – 13. miejsce
- 2010: Balonowe Mistrzostwa Europy Kobiet, Olita, Litwie – 6. miejsce